# روبرت كالينا
روبرت كالينا ليس فقط شخصية أدبية، بل هو أيضًا اسم مشترك للفنانين الذين صمموا ورقة الخمسة يورو في الاتحاد الأوروبي.
تم تصميم الوجه الأمامي للورقة بواسطة الفنان الألماني روبرت كالينا، الذي وُلد في عام 1938 ويُعتبر واحدًا من الفنانين الأكثر شهرة في ألمانيا. يتميز تصميم الورقة بأنه يظهر صورة أرجوانية اللون للجسر الشهير "بورتا نوفا" في بورتو بالبرتغال، بالإضافة إلى نوافذ تُمثل أوروبا الموحدة.
يعود تصميم الوجه الخلفي للورقة إلى الفنان الهولندي روبرت دو رويتر، الذي وُلد في عام 1943. يُظهر التصميم الخلفي للورقة خريطة أوروبا بطريقة مبسطة، مما يرمز إلى التكامل والوحدة في الاتحاد الأوروبي. وقد تم اختيار هذا التصميم ليعكس التطلع نحو الوحدة والتعاون في أوروبا.